# Parc Nacional de Breheimen
El Parc Nacional de Breheimen (en noruec: Breheimen nasjonalpark) és un parc nacional de Noruega, que es va establir el 2009. Està situat als municipis de Skjåk i Lom al comtat d'Oppland i al municipi de Luster al comtat de Sogn og Fjordane. El parc cobreix 1.671 quilòmetres quadrats de la serralada de Breheimen.
El parc està envoltat per uns altres tres parcs nacionals: el Parc Nacional de Jostedalsbreen, el Parc Nacional de Jotunheimen, i el Parc Nacional de Reinheimen. El parc inclou les muntanyes de Hestbreapiggan, Tverrådalskyrkja, i Holåtinden, així com les glaceres de Harbardsbreen, Spørteggbreen, i Holåbreen.
A l'estiu del 2011, es va trobar un abric d'home ben conservat que data del 300 dC, l'abric més antic descobert del país. L'abric va ser trobat durant el desglaç estival de la part més externa d'una glacera.